# 莫列帕塔區 (安塔省)
莫列帕塔區（西班牙語：Distrito de Mollepata），是秘魯的一個區，位於該國南部庫斯科大區的安塔省，始建於1929年4月29日，面積284.48平方公里，海拔高度2,803米，2005年人口3,543，人口密度每平方公里12人。